# Факультет іноземних студентів Тернопільського національного медичного університету імені І. Я. Горбачевського
Факультет іноземних студентів Тернопільського національного медичного університету імені І. Я. Горбачевського створений 2006 року.

## Історія

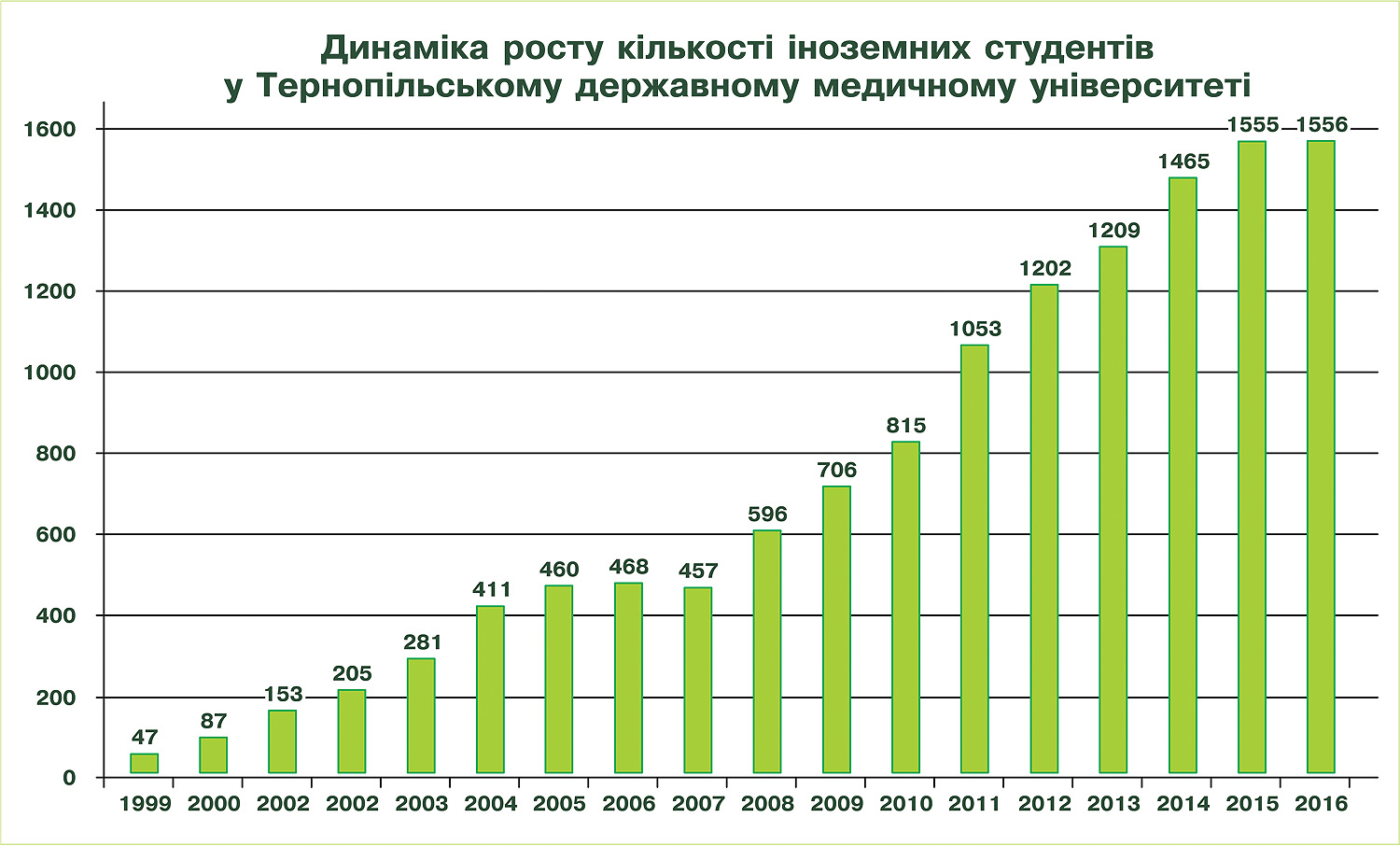
Динаміка росту кількості іноземних студентів у ТНМУ в 1999—2016 роках

У радянські часи у виші навчалися студенти і підвищували професійну кваліфікацію лікарі з інших республік тодішнього Союзу. Початок навчання іноземних громадян в інституті за часів Незалежності поклав ректор Леонід Ковальчук. Перші іноземці прийняті на навчання до університету у вересні 1997 року: четверо — з арабських країн і один — із Казахстану. У жовтні 1998 року ввели посаду заступника декана медичного факультету з навчання іноземних студентів, на яку призначено доцента кафедри онкології Ігоря Галайчука.
У 1998—1999 навчальному році в академії вже навчалися 53 іноземних громадян з 9 країн, найбільше з Палестини (21) та Йорданії (14).
29 червня 1999 року на урочистому засіданні Вченої ради першим 15 іноземцям вручено дипломи Тернопільської державної медичної академії. Палестина отримала 13 лікарів, Йорданія і Сирія — по одному.
У 1999—2000 навчальному році контингент іноземців в академії зріс більше ніж удвічі — до 117 іноземних громадян із 16 країн світу.
Проводилася активна співпраця щодо набору на навчання студентів з Індії та Малайзії. У 2003—2004 навчальному році в університеті навчалося вже 117 громадян Індії та 30 студентів з Малайзії.
У грудні 2004 року сформовано окремий деканат з роботи з іноземними студентами, який очолив асистент кафедри патологічної анатомії Петро Сельський. З 2005 року на посаду старшого інспектора прийнято Наталію Саніцьку, з якою пов'язано дуже багато важливих етапів структурної реорганізації та оптимізації роботи деканату. Збільшилось число країн, громадяни яких навчаються у виші: з Індії — 135 студентів, Сирії — 59, Малайзії — 44, Пакистану — 30, Судану — 30, Польщі — 11, Саудівської Аравії — 10, В'єтнаму — 7, Болгарії — 5, Ізраїлю — 5, Бангладешу — 4, Палестини — 4, Лівану — 3, Азербайджану — 2, Єгипту — 2, Кувейту — 2, США — 2, Еритреї — 2, Ємену, Сомалі та Словаччини — по 1.
У зв'язку із значним збільшенням числа іноземних студентів за наказом ректора у 2006 р. створено факультет іноземних студентів.
Наприкінці березня 2010 р. іноземні студенти ТДМУ знову провели великий благодійний фестиваль у ПК «Березіль» — «Вечір міжнародного культурного обміну 2010 — Кольори Світу», на якому свої номери представили студенти з Малайзії, Індії, Пакистану, Іраку, Сирії, Судану, Нігерії, Гани, Замбії, Польщі, України та інших країн. Всі кошти, зібрані при підготовці і проведенні фестивалю, були перераховані на Бережанську школу-інтернат.
Для поліпшення організаційної і навчальної роботи серед іноземних студентів з 1 вересня 2009 року за наказом ректора було створено 4 нові кафедри (хірургії № 2, терапії № 2, акушерства та гінекології № 2, педіатрії № 2), на яких навчаються виключно іноземні студенти. Новостворені кафедри очолили доктори наук, а штати всіх кафедр повністю укомплектовані англомовними викладачами з високим рівнем володіння англійською.
У 2008—2009 навчальному році навчально-науковий інститут медсестринства вперше в Україні впровадив нову форму навчання — дистанційне навчання за спеціальністю «Сестринська справа» освітньо-кваліфікаційного рівня «Бакалавр», яке відразу стало популярним серед іноземних медсестер, особливо американських, які мають змогу отримати ступінь бакалавра без відриву від роботи. 10 липня 2011 року відбувся перший випуск студентів дистанційної форми навчання. Проректор і декан університету в Нью-Йорку в приміщенні компанії «International Career Consulting, Inc.» вручили дипломи 22 медсестрам-бакалаврам.
29–30 жовтня 2011 року іноземні студенти ТДМУ організували ІІ Міжнародну молодіжну конференцію медиків-християн «Цілеспрямована медицина», яка стала однією з наймасштабніших конференцій останніх років. У ній взяли участь понад 400 осіб із 21 країни світу, які навчаються в 16 медичних університетах України, а також у вищих медичних навчальних закладах Європи та Росії.
Протягом 2015—2016 навчального року в університеті навчалося 1556 студентів (з них англійською мовою — 98 %) з 53 країн. Найбільший контингент студентів з африканських країн — 48 %, американських — 16 %, європейських — 15 %, країн Азії — 21 %. В університеті навчається більше 700 студентів з Африки, з них 351 — з Нігерії. Другий за величиною контингент — студенти зі США — 243 особи, з Польщі — 208 осіб.

## Кадровий склад

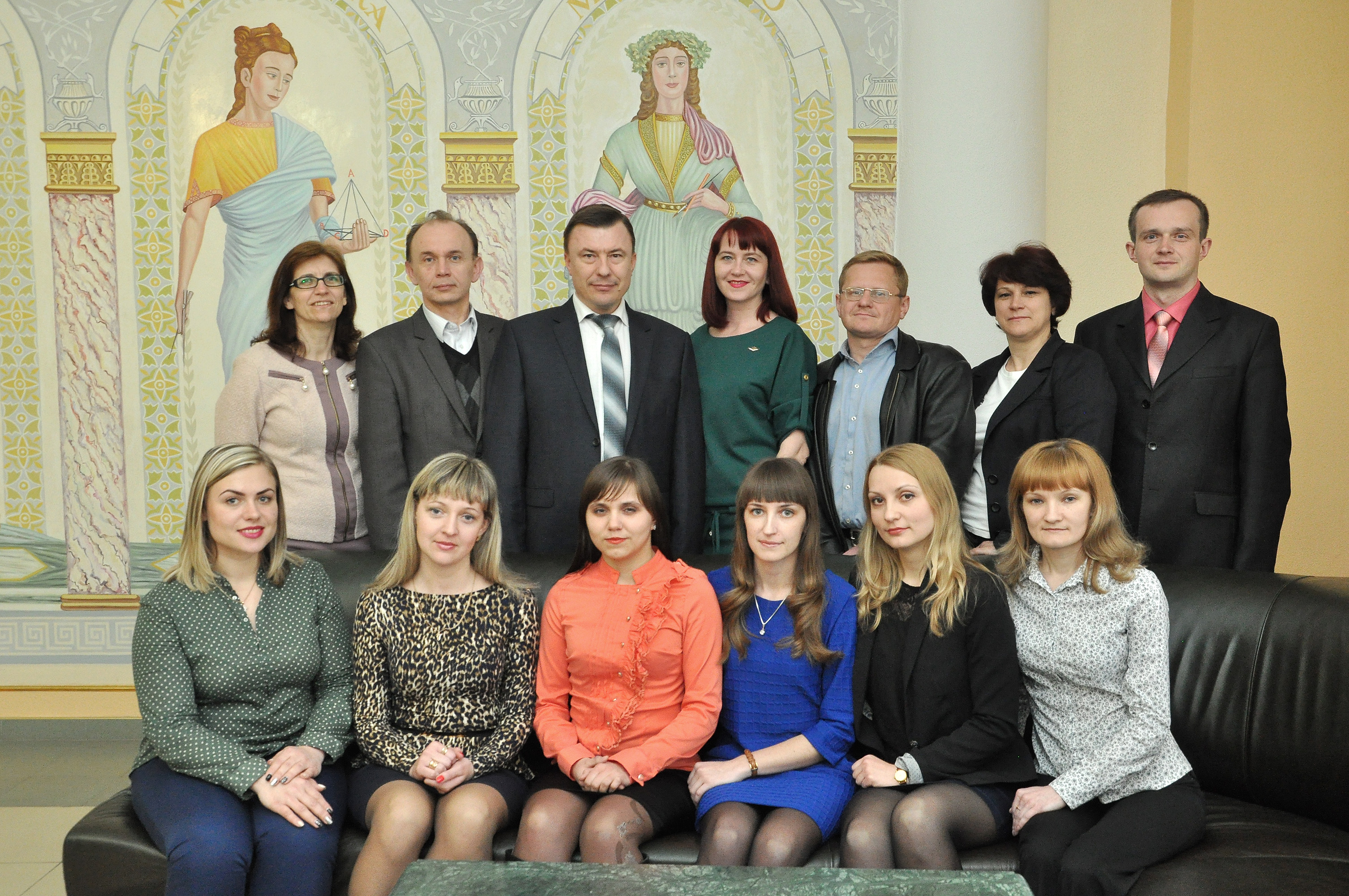
Колектив деканату факультету іноземних студентів. 2016 рік

- Петро Сельський — декан факультету іноземних студентів, доктор медичних наук, професор;
- Михайло Фурдела — заступник декана факультету, відповідальний за спеціальності «Лікувальна справа» (4-6 курси) та «Стоматологія», доцент;
- Олена Покришко — заступник декана факультету, відповідальний за спеціальності «Лікувальна справа» (1-3 курси) та «Фармація», доцент;
- Юрій Петрашик — заступник декана факультету, відповідальний за спеціальність «Сестринська справа», практику студентів та студентські довідки, кандидат філологічних наук;
- Олександр Токарський — заступник декана, відповідальний за реєстрацію студентів;
- Лариса Наліжита — заступник декана, завідувач підготовчого відділення.

Інспекторат деканату: Наталія Саніцька, Ірина Кіндрат, Ірина Висоцька, Ірина Заремба, Ярослава Андрейчук, Надія Петрашик, Ірина Музичка та Уляна Машталір.

### Декани
- Михайло Корда — серпень 2007 — січень 2015,
- Петро Сельський — від лютого 2015.

## Підрозділи
Сучасний факультет складається з підготовчого відділення, навчально-наукового інституту медсестринства та 5 кафедр.
Крім кафедр факультету, іноземні студенти навчаються і на інших кафедрах університету, які належать до медичного, стоматологічного та фармацевтичного факультетів.

### Кафедра хірургії №2
Кафедра хірургії № 2 [Архівовано 9 жовтня 2016 у Wayback Machine.] створена 1 червня 2016 року на базі кафедри загальної та малоінвазивної хірургії, яка, у свою чергу, була створена 2 червня 2014 року на базі кафедри ендоскопії з малоінвазивною хірургією, урологією, ортопедією та травматологією факультету післядипломної освіти. Кафедра ендоскопії з малоінвазивною хірургією, урологією, ортопедією та травматологією факультету післядипломної освіти створена 27 грудня 2010 року на базі центру малоінвазивної хірургії, відділень урології, ортопедії та травматології, ендоскопії Тернопільської університетської лікарні.
На базі кафедри іноземним студентам викладають основи хірургії, анестезіології та інтенсивної терапії, тут проходять навчання інтерни-анестезіологи, курсанти-анестезіологи, інтерни та курсанти з таких спеціальностей: сімейні лікарі, лікарі швидкої допомоги, хірурги, травматологи, акушери-гінекологи, неврологи тощо. Усі викладачі кафедри стажувалися за кордоном — у шпиталі Університету Південної Кароліни Апстейт (США), госпіталі Віденського медичного університету (Австрія), Празькому госпіталі (Чехія), провідних клініках Росії та України.
Завідувачем кафедри є професор Ігор Венгер.

### Кафедра акушерства та гінекології №2
Кафедру створено 1 червня 2009 року шляхом реорганізації кафедри акушерства та гінекології медичного факультету.
Клінічною базою кафедри є Тернопільський обласний клінічний перинатальний центр «Мати і дитина». На кафедрі навчаються іноземні студенти IV, V, VI курсів медичного та стоматологічного факультетів, Міжнародної медсестринської школи. Студенти IV курсу вивчають фізіологічне акушерство, V курсу — патологічне акушерство та гінекологію, VI курсу — клінічне акушерство та гінекологію, Міжнародної медсестринської школи — особливості сестринського догляду жінок з акушерською патологією та гінекологічними захворюваннями, роботу із сім'ями, в яких багато дітей. На базі кафедри діє студентський науковий гурток, члени якого вивчають проблему ведення вагітності, пологів у жінок з екстрагенітальною патологією, сімейних пологів, гінекологічних хворих і є активними учасниками та призерами щорічних всеукраїнських олімпіад.
Кафедру від 2009 року очолює доктор медичних наук Світлана Геряк.

### Кафедра педіатрії №2
Кафедру створено у червні 2009 року.
На кафедрі викладають двома мовами (англійською та російською) для студентів ІІ–VI курсів факультету іноземних студентів. Студенти оволодівають знаннями з дисциплін «Педіатрія», «Пропедевтична педіатрія», «Догляд за хворими дітьми в педіатрії», «Медсестринська практика в педіатрії», «Медична генетика», «Дитячі інфекційні захворювання».
Завідувачкою кафедри є професор Галина Павлишин.

### Кафедра внутрішньої медицини №2
Кафедру створено 1 червня 2009 року на базі КЗ ТОР «Тернопільська університетська лікарня» і відділення невідкладних станів Тернопільської міської лікарні швидкої допомоги шляхом реорганізації кафедри внутрішньої медицини. Практично орієнтоване навчання студентів IV, V, VI курсів проводять англійською і російською мовами на базі відділень Тернопільської університетської лікарні.
Завідувачкою кафедри є заслужений діяч науки і техніки України, професор Світлана Сміян.

### Кафедра клінічної імунології, алергології та загального догляду за хворими
У жовтні 2005 року з метою оптимізації викладання загального догляду за хворими в хірургії, терапії і педіатрії засновано кафедру загального догляду за хворими як складову частину Навчально-наукового інституту медсестринства. У грудні 2007 року її реорганізовано в кафедру клінічної імунології, алергології та загального догляду за хворими.
Навчання проводять на таких курсах, як Associate Degree Nursing (ADN) Program (підготовка молодших спеціалістів медсестринства за американськими програмами) — 1-й і 2-й роки навчання; Baccalaureate Nursing (BSN-RN) Program (підготовка бакалаврів медсестринства за американськими програмами) — 2"-та 4-річна форми навчання (BSN (4y)); курс загального догляду за хворими для студентів ІІ курсу медичного факультету (фантомний курс); курс клінічної імунології для студентів V курсу медичного факультету; курс клінічної імунології для студентів V курсу стоматологічного факультету; курс клінічної імунології та алергології для лікарів-інтернів ФПО; медсестри-магістри (клінічне медсестринство); студенти дистанційної форми навчання (медсестри-бакалаври).
Завідувачем кафедри є професор Ігор Господарський.

### Підготовче відділення для іноземців та осіб без громадянства
Підготовче відділення [Архівовано 9 жовтня 2016 у Wayback Machine.] засноване в листопаді 1998 року. За цей час тут здобували знання 768 слухачів із різних країн світу, 515 із них отримали свідоцтво державного зразка про закінчення підготовчого відділення і стали студентами українських університетів.

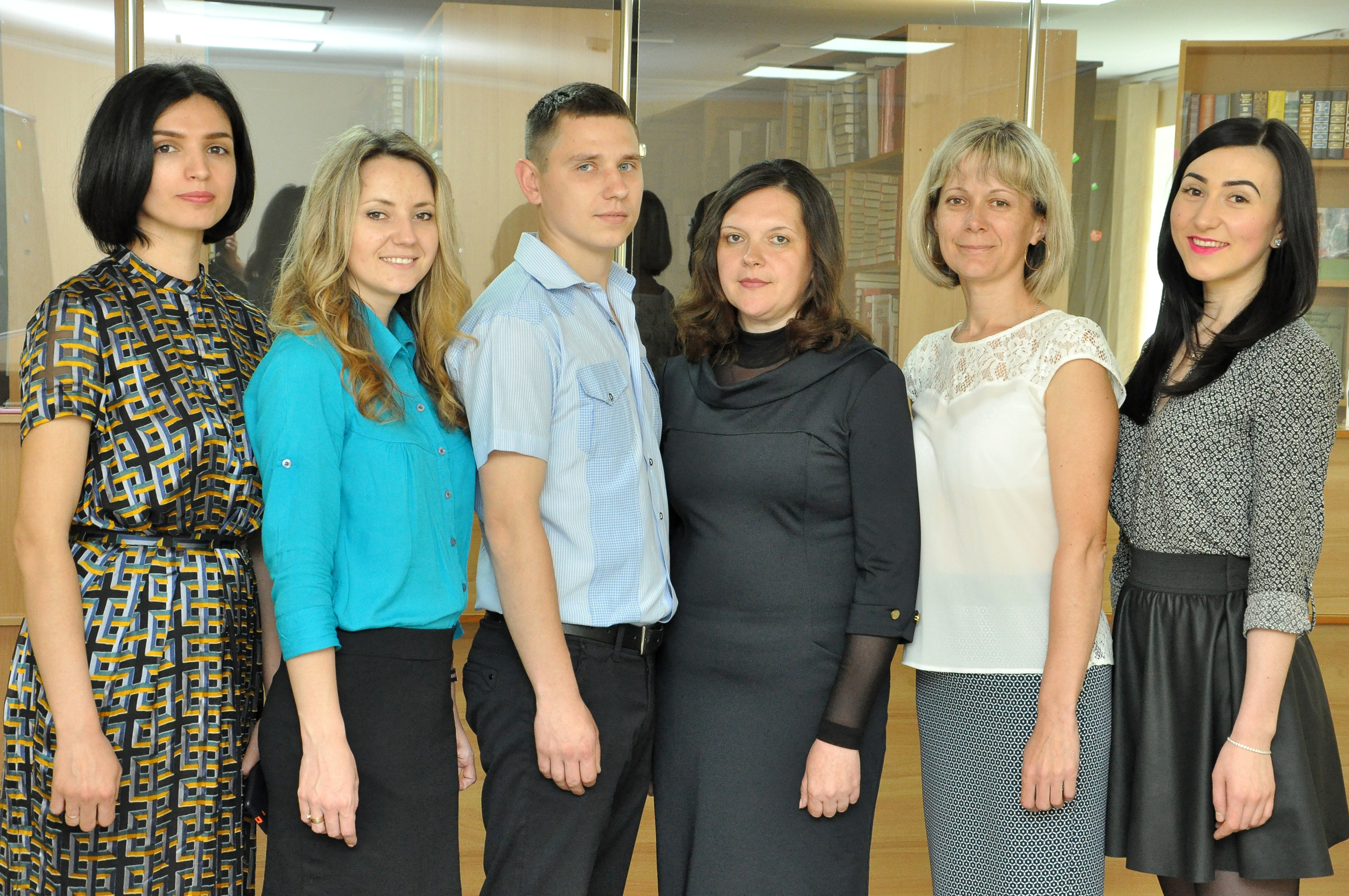
Педагогічний колектив підготовчого відділення

Головне завдання підготовчого відділення — підготовка іноземних громадян до вступу у вищі навчальні заклади України за медико-біологічним напрямом. Навчання відбувається упродовж одного навчального року в групах із 12 осіб. Протягом перших двох місяців слухачі вивчають українську (російську) мову, а потім — подальше вивчення мови та наукової термінології із загальноосвітніх дисциплін, які є базовими для навчання у вищих навчальних закладах медико-біологічного напряму — біології, хімії, фізики, математики, інформатики та курс країнознавства. Слухачі складають іспити з української (російської) мови та профілюючих предметів.
У перші роки свого існування підготовче відділення, як і факультет іноземних студентів, входило до складу лікувального факультету, а заняття української мови відбувалися на кафедрі філософії та українознавства. У 2015—2016 навчальному році на підготовчому відділенні навчалося 80 слухачів із 17 країн світу. Навчання відбувається упродовж одного навчального року в групах із 12 осіб. Протягом перших двох місяців слухачі вивчають українську (російську) мову, а потім — подальше вивчення мови та наукової термінології із загальноосвітніх дисциплін, які є базовими для навчання у вищих навчальних закладах медико-біологічного напряму — біології, хімії, фізики, математики, інформатики та курс країнознавства.
Першим завідувачем підготовчого відділення був В. Доброродній, у 2003—2014 році відділення очолював Степан Запорожан, у 2014 році на посаду завідувача призначено Ларису Наліжиту.

## Відомі випускники
- Сардар Ахмед Шеріф — віце-президент компанії «Fresenius Medical Care», випускник 2005 року.[1]